# 荃灣民生動力
荃灣民生動力（英語：Tsuen Wan Dynamic of the People，簡稱：荃民力）由一群居於荃灣的年輕義工組成，致力成為荃灣居民的「真．鄰舍」。

## 2015年香港區議會選舉
荃灣民生動力派潘昭霖出選荃灣西選區。

### 政綱
1. 改善荃灣海旁水質問題
2. 爭取增加小巴座位數目，234X、34M劃一收費
3. 監察荃灣至屯門單車徑的建造工程
4. 加強來往荃灣西站至麗城的公共交通班次
5. 定期舉辦論壇、出版地區刊物、舉辦漂書活動
6. 在區內舉辦節日活動
7. 定期舉辦香港一日遊

### 選舉結果
| 參選選區 | 候選人 | 得票   | 結果 |
| 荃灣區   |        |        |      |
| 荃灣西   | 潘昭霖 | 1500票 | 落敗 |

## 外部連結
- 荃灣民生動力的Facebook專頁